# Carlos Mauricio Funes Cartagena
Carlos Mauricio Funes Cartagena (San Salvador, 18 d'octubre de 1959 — Managua, 21 de gener de 2025) va ser un periodista i polític salvadoreny. Va ser el president d'El Salvador.

## Biografia
Funes realitzà els estudis de primària i secundària al Col·legi Externado San José, i es llicencià en Lletres a la Universidad Centroamericana José Simeón Cañas (UCA). L'any 1986 va començar la seva pràctica periodística com a reporter del Noticiero Tele 10, programa de la televisió estatal Canal 10. Des de 1987, i per un període de quatre anys, va treballar a Al Día, espai informatiu de Canal 12, tenint sota la seva responsabilitat la font parlamentària (cobertura de l'Assemblea Legislativa).
El 10 d'octubre de 2007, Alejandro Funes, fill primogènit de Mauricio Funes, va morir a França. Segons fonts policíaques parisenques, el jove de 27 anys fou atacat per un home d'origen marroquí als afores del Museu del Louvre. Alejandro Funes estava estudiant fotografia a París.

### President d'El Salvador
Es convertí en el primer president d'esquerres del país, després de guanyar en les eleccions presidencials d'El Salvador de 2009 amb un 51,3% dels vots al candidat d'ARENA, Rodrigo Ávila.
El novembre de 2009, el president Funes va haver d'afrontar el desastre natural que va afectar molt les comunitats de Cuscatlán, San Salvador i San Vicente com a conseqüència de la pluja provocada per l'huracà Ida.

### Exili a Nicaragua
El 2016, sent investigat per la Fiscalia salvadorenca, Mauricio Funes va exiliar-se amb la seva família a Nicaragua sota la protecció de Daniel Ortega. La Fiscalía General de la República va emetre en 2019 ordre de detenció en contra seu per corrupció, rentat de diners i actius i encobriment, pel desviament de 351 milions de dòlars durant el seu govern sent condemnat a 8 anys de presó en 2024, després de ser condemnat en maig de 2023 a 14 anys de presó per negociar amb pandilles durant el seu mandat, i en un altre juici va ser condemnat per enriquiment il·lícit i sentenciat a retornar més de 400.000 dòlars.